# Christian Lindow
Pour les articles homonymes, voir Lindow.
Christian Lindow, né le 1er juillet 1945 à Altenbourg (Thuringe) et mort le 1er avril 1990 à Berne (Suisse), est un peintre et sculpteur allemand qui a vécu en Suisse.